# Medidor Freycinet

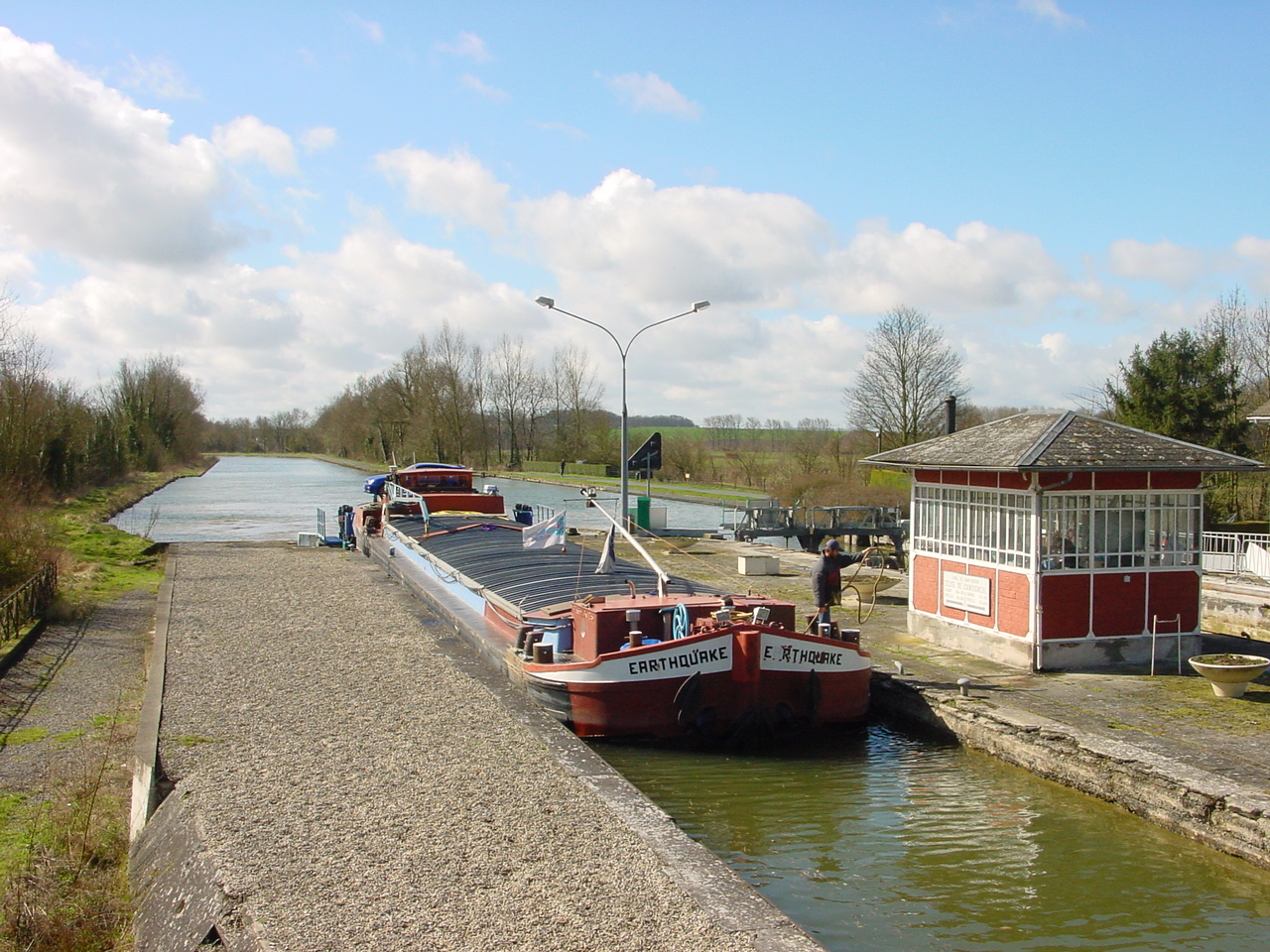
Esclusa de Noyelles-sur-Escaut en el canal Saint-Quentin (departamento del Norte, Francia)

El medidor Freycinet es un estándar europeo que regula el tamaño de las esclusas de determinados canales. Se estableció mediante una ley del programa del político e ingeniero Charles de Freycinet que data del 5 de agosto de 1879.

## Historia
El estándar aumentó el tamaño de las esclusas de aire de bloqueo a 39 metros de largo por 5,20 metros de ancho, de modo que a partir de entonces podían ser atravesados por barcazas de 300 a 350 toneladas con entre 1,80 y 2,20 metros de calado.
Por tanto, las embarcaciones de ancho Freycinet -bien sean barcos o barcazas- son aquellas que no superan los 38,5 metros por 5,05 metros.
Siguiendo este estándar, a finales del siglo XIX y principios del siglo XX se realizaron numerosas obras para modernizar los canales, las esclusas y armonizar la navegación fluvial. El medidor Freycinet ocupa el ancho del medidor Becquey que construyó la mayor parte de la red fluvial en los años 1820-1840, pero aumentó la longitud de las esclusas anteriormente a 30,40 metros.
El medidor Freycinet ahora corresponde al medidor europeo de clase I. En 2001, en Francia, 5800 kilómetros de vías fluviales se ajustan a él, y el 23% del tráfico fluvial transita por allí.
Hoy en día, las llamadas "grandes barcazas" son típicamente de 2500 toneladas.